# Atypophthalmus (Atypophthalmus) thaumastopyga
Atypophthalmus (Atypophthalmus) thaumastopyga is een tweevleugelige uit de familie steltmuggen (Limoniidae). De soort komt voor in het Afrotropisch gebied.